# 麥克達維特鎮區 (明尼蘇達州聖路易斯縣)
麥克達維特鎮區（英語：McDavitt Township）是位於美國明尼蘇達州聖路易斯縣的一個行政鎮區。

## 地方資料
麥克達維特鎮區的面積為187.48平方千米，當中陸地面積為185.02平方千米，而水域面積為2.46平方千米。根據2020年美國人口普查的數據，當地共有人口434人，而人口密度為每平方千米2.31人。